# Only the Greatest
Only the Greatest è il nono album della discografia di Waylon Jennings, pubblicato nel luglio del 1968 e prodotto sempre da Chet Atkins.

## Tracce
Lato A
1. Only Daddy That'll Walk the Line – 2:21 (Ivy Bryant)
2. California Sunshine – 2:13 (Harlan Howard)
3. Weakness in a Man – 2:51 (Jerry Chesnut)
4. Sorrow (Breaks a Good Man Down) – 2:08 (Waylon Jennings, Jimmy Rule)
5. Christina – 2:14 (Steve Karliski)
6. Such a Waste of Love – 2:34 (Bobby Bare)

Lato B
1. Walk On out of My Minda – 2:21 (Red Lane)
2. Kentucky Woman – 2:21 (Neil Diamond)
3. Long Gone – 2:31 (Jerry Reed Hubbard)
4. You'll Think of Me – 2:12 (Hank Cochran)
5. Wave Goodbye to Me – 2:04 (Waylon Jennings, Don Bowman)
6. Too Far Gone – 2:54 (Billy Sherrill)

## Musicisti
- Waylon Jennings - voce, chitarra
- Wayne Moss - chitarra
- Fred Carter - chitarra
- Jerry Reed - chitarra
- Pete Wade - chitarra
- Ray Edenton - chitarra ritmica
- Chip Young - chitarra ritmica
- Pete Drake - chitarra ritmica
- Hargus Pig Robbins - pianoforte
- David Briggs - pianoforte
- Larry Butler - pianoforte
- Charlie McCoy - armonica, tromba, organo
- Harold Ragsdale - vibrafono, organo
- Bobby Dyson - basso, dobro
- Roy Huskey - basso
- Norbert Putnam - basso
- Buddy Harman - batteria
- Jerry Carrigan - batteria
- Richie Albright - batteria
- Dorothy Dillard - accompagnamento vocale
- Priscilla Hubbard - accompagnamento vocale
- Louis Nunley - accompagnamento vocale
- William Wright - accompagnamento vocale
- Dorothy DeLeonibus - accompagnamento vocale
- Hoyt Hawkins - accompagnamento vocale
- Neal Matthews - accompagnamento vocale
- Gordon Stocker - accompagnamento vocale
- Raymond Walker - accompagnamento vocale